# Institut des maladies génétiques Imagine
L’Institut des maladies génétiques Imagine a été créé en 2007 et est soutenu par la fondation du même nom. Cet institut est un lieu où la recherche et les soins interagissent de façon étroite pour arriver aux solutions diagnostiques et thérapeutiques dont ont besoin les patients enfants et adultes atteints de ces maladies. Durant la période de 2007 à 2013 les équipes de recherche de l’Institut Imagine sont disséminées sur le campus de l’hôpital Necker-Enfants malades, et sont regroupées à partir de début 2014 dans un bâtiment signé Jean Nouvel et Bernard Valéro sur le campus de l’hôpital Necker-Enfants malades.

## L’InstitutImagine

### Mission et objectifs
Le plan de développement de l’Institut des maladies génétiques Imagine consiste à réunir des expertises en termes de recherche et de soins, au sein d’un bâtiment dédié aux maladies génétiques, à installer des plateformes technologiques performantes en termes de génomique, bioinformatique, tri cellulaire, imagerie cellulaire et moléculaire, histologie, banque d’ADN, cellules iPS, transgenèse, science des données et animalerie, à accueillir de nouvelles équipes internationales susceptibles d’élargir les champs de compétences de l’Institut.

### Acteurs et structures
Six membres fondateurs ont permis la naissance de cette fondation : l'Assistance publique-Hôpitaux de Paris, l'INSERM, l'université Paris-Descartes, l'Association française contre les myopathies, la Fondation Hôpitaux de Paris-Hôpitaux de France et la mairie de Paris. L'Institut des maladies génétiques Imagine est devenu Institut-Hospitalo-Universitaire (IHU) en 2011.
La fondation Imagine est sous le contrôle de trois instances : l'Institut hospitalo-universitaire (IHU) comprenant le conseil d'administration, le conseil scientifique international et la fondation de coopération scientifique comprenant le Comité de  direction.  

#### Le conseil d'administration
Le conseil d’administration est composé de représentants des six membres fondateurs de la fondation Imagine (Assistance publique-Hôpitaux de Paris, Inserm, université Paris-Descartes, Association française contre les myopathies, fondation Hôpitaux de Paris-Hôpitaux de France, ville de Paris), de représentants d'entrepreneurs, de personnalités qualifiées représentant le monde économique et social, de représentants des enseignants et des chercheurs. Le conseil d'administration est présidé par le Pr Arnold Munnich, qui a pris la suite du Pr Claude Griscelli.

#### Le conseil scientifique international
Il s’agit d’un conseil de huit personnalités de la communauté scientifique internationale. Il donne son accord ou ses corrections sur le programme scientifique proposé par la direction scientifique. En janvier 2015, ce conseil scientifique international est composé d'Elizabeth Blackburn (présidente), Stylianos Antonarakis, Aravinda Chakravarti, Pierre Chambon, Max Cooper, Denis Duboule, Anthony Monaco, Fiona Powrie et Karl Tryggvason.

## Locaux
L’Institut Imagine s'est installé début 2014 dans un nouvel espace de 19 000 m2, construit sur un terrain situé au cœur du site de l’hôpital Necker-Enfants malades et mis à disposition par l’Assistance publique-Hôpitaux de Paris dans le cadre d’une convention d’occupation du domaine public.

## Personnalités
- Corinne Antignac
- Jean-Laurent Casanova
- Marina Cavazzana
- Alain Fischer
- Claude Griscelli
- Olivier Hermine
- Stanislas Lyonnet
- Arnold Munnich
- Geneviève de Saint Basile-Chazelas
- Nadine Cerf-Bensussan